# Modrotisk
Modrotisk je tradiční technika potisku textilií a zároveň název pro tmavě modrou látku s bílými vzory, která se touto tiskovou technikou vyrábí.

## Historie v českých zemích
Od konce 18. století pronikal modrotisk do lidových krojů, jeho obliba vzrostla hlavně v 19. století. Pro některé oblasti jako např. Horácko nebo Valašsko se stal typickým materiálem. V 19. století byla modrotiskařská dílna snad v každém malém městečku. V druhé polovině 19. století byly ale většiny dílen nahrazeny textilními továrnami, které využívaly přímý tisk. Tradiční modrotiskové dílny, které se věnovaly poměrně složité a časově náročné výrobě modrotisku, nebyly schopny konkurovat a začaly zanikat. Dodnes jsou v provozu v Česku dvě dílny, a to od roku 1816 dílna rodiny Danzingerových v Olešnici na Moravě, a od roku 1906 dílna rodiny Jochových ve Strážnici.
Ministerstvo kultury zařadilo v roce 2014 techniku výroby modrotisku na Seznam nemateriálních statků tradiční lidové kultury České republiky. Dne 28. listopadu 2018 byl modrotisk přidán do seznamu nehmotného světového dědictví UNESCO. Šlo o společnou nominaci Česka, Slovenska, Rakouska, Německa a Maďarska.

## Způsob výroby

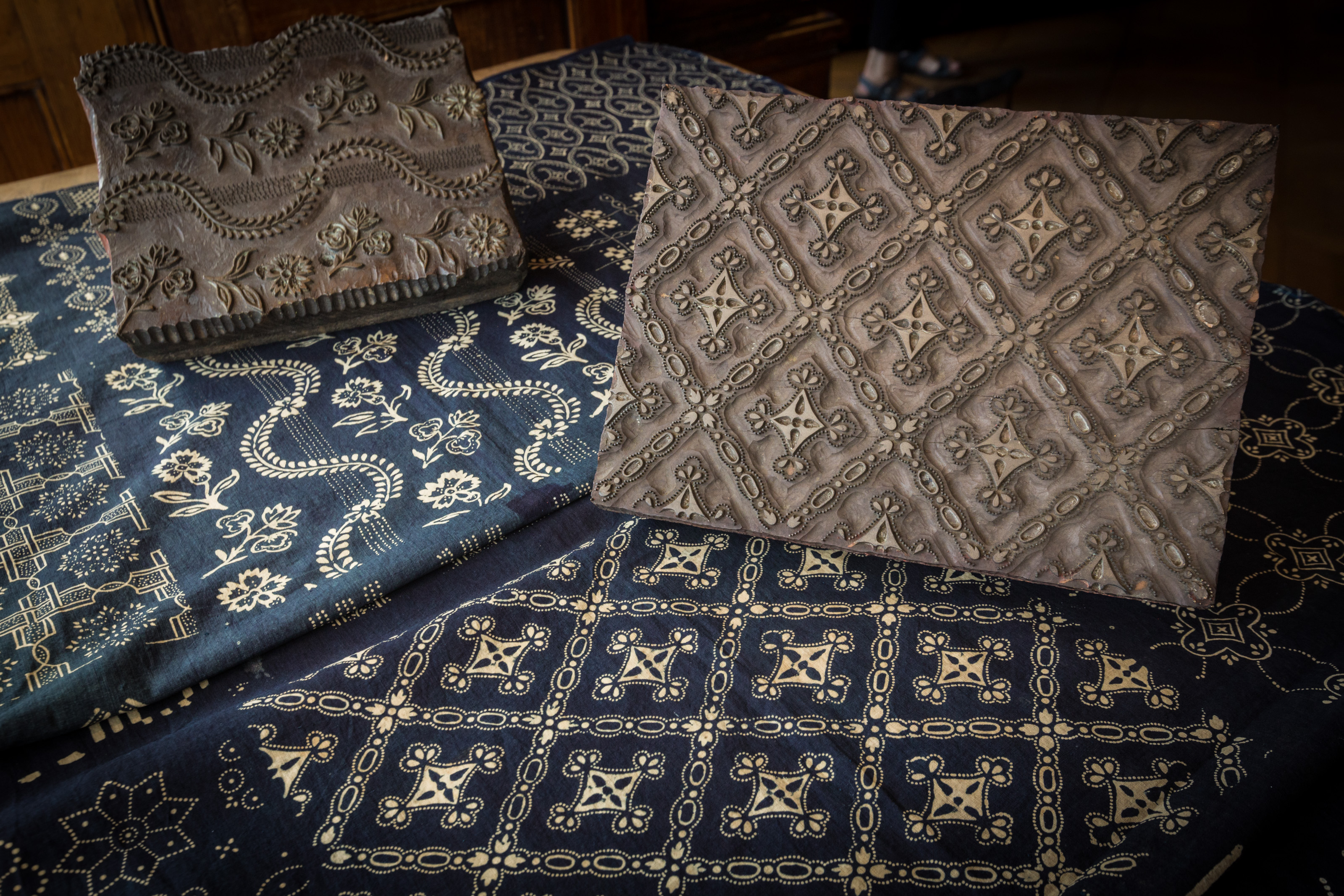
Modrotiskové formy

Jedná se o negativní tisk, kdy se textilie potiskne v místech, která mají zůstat bílá. Potisk se provede rezervou – vykrývací směsí, která ochrání požadovaná místa před kontaktem s barvivem a která se po barvení odstraní vypráním. K tisku se tradičně používají dřevěné formy, do kterých jsou požadované vzory vyřezány nebo vytvořeny pomocí zapuštěných kovových drátů a plechů. Původně se k obarvení indigem, importovaným přírodním barvivem, používala zákazníky donesená domácí lněná plátna, ve druhé polovině 19. století lněná a bavlněná plátna přímo z továren.

## Výroba modrotiskových forem
Modrotiskové formy jsou vyrobeny převážně ze dřeva a doplněny o kovové vzornice. Jsou základní pomůckou pro techniku modrotisku. Výroba modrotiskových forem je doložena již v 15. století. Specializace tohoto řežbářského umění se pojila až s rozmachem modrotisku v 18. století. V 19. století byly formy doplněny o kovové vzornice, dříve byly celodřevěné. Současní formíři vyrábějí nové formy pro designéry i návrháře, ale také se soustředí na opravu historických forem a výrobu jejich replik.
V roce 2024 byla výroba modrotiskových forem zapsána na Seznam nemateriálních statků tradiční lidové kultury České republiky. Předkladatelem nominace bylo Muzeum východních Čech v Hradci Králové. Stejně tak tomu bylo i v roce 2022, kdy byl statek zapsán na Seznam nemateriálních statků tradiční lidové kultury Královéhradeckého kraje. Nositeli statku jsou formíři z okolí Dvora Králové nad Labem. Stále živé řemeslo udržují Milan Bartoš, Jaroslav Plucha a jejich následovníci. Díky jejich činnosti fungují i tradiční modrotiskařské dílny ve Strážnici a Olešnici na Moravě.